# Флаг Проспекта Вернадского
Флаг внутригородского муниципального образования муниципальный округ Проспе́кт Верна́дского в Западном административном округе города Москвы Российской Федерации.
Первоначально данный флаг был утверждён 1 марта 2005 года решением № 12/5 как флаг муниципального образования Проспект Вернадского.
Законом города Москвы от 11 апреля 2012 года № 11, муниципальное образование Проспект Вернадского было преобразовано в муниципальный округ Проспект Вернадского.
Решением Совета депутатов муниципального округа Проспект Вернадского от 8 декабря 2015 года № 62/8, данный флаг был утверждён флагом муниципального округа Проспект Вернадского.

## Описание
«Флаг муниципального округа Проспект Вернадского представляет собой двустороннее, прямоугольное полотнище с соотношением сторон 2:3.
В середине белого полотнища помещено прилегающее к нижнему краю полотнища изображение пяти красных сосен с зелёной кроной на зелёном холме. Габаритные размеры изображения составляют 3/4 длины и 15/16 ширины полотнища».

## Обоснование символики
Пять красных сосен символизируют историческую особенность муниципального образования, на территории которого в старину произрастали леса, славившиеся высококачественным строевым и корабельным лесом. Во второй половине XVII века на территории современного муниципального образования была пустынь Никольская, место которой заняла одноимённая деревня при селе Голенищево.
Зелёный холм символизирует холмистый рельеф местности на территории муниципального образования.